# Isolobodon portoricensis
Isolobodon portoricensis (пуерториканська хутія) — вид гризунів підродини хутієвих. Мешкав на острові Гаїті і прибережних островах. Був ввезений на Пуерто-Рико, Сент-Томас, Сент-Круа та острів Мона (Пуерто-Рико). Зник у XVI столітті, хоча інші дані припускають, що приблизно 1800 року. Зник ймовірно через хижацтво з боку мангустів (Herpestidae) та чорних пацюків. Є свідчення того, що цей вид був одомашненим і складав вагомий внесок у раціон місцевих жителів.